# Japanische Gleditschie
Die Japanische Gleditschie (Gleditsia japonica) ist ein mittelgroßer Baum mit gefiederten Blättern aus der Unterfamilie der Johannisbrotgewächse (Caesalpinioideae). Das natürliche Verbreitungsgebiet der Art liegt in Japan, Korea und China. Sie wird selten als Zierstrauch gepflanzt.

## Beschreibung

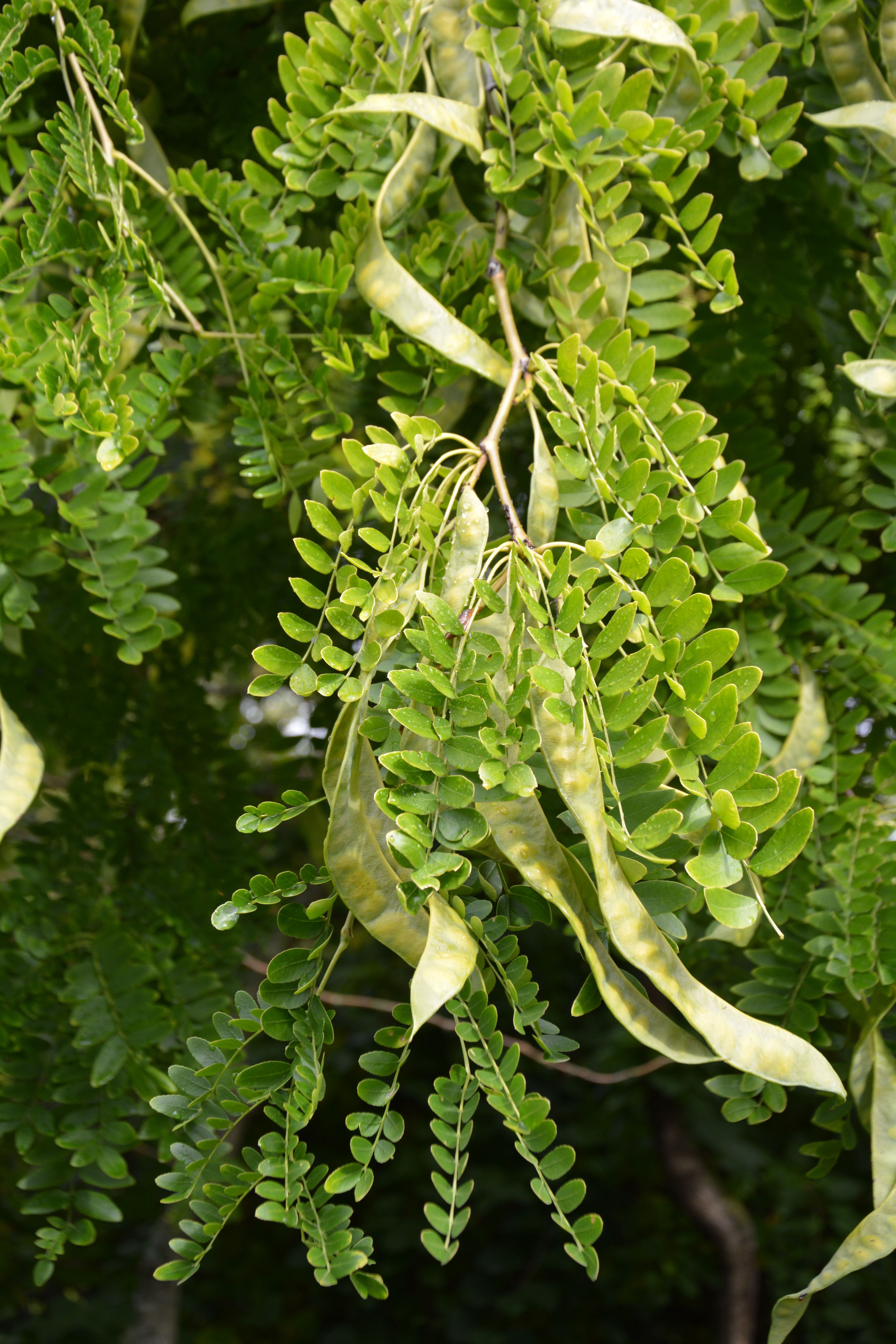
Gleditsia japonica mit Früchten

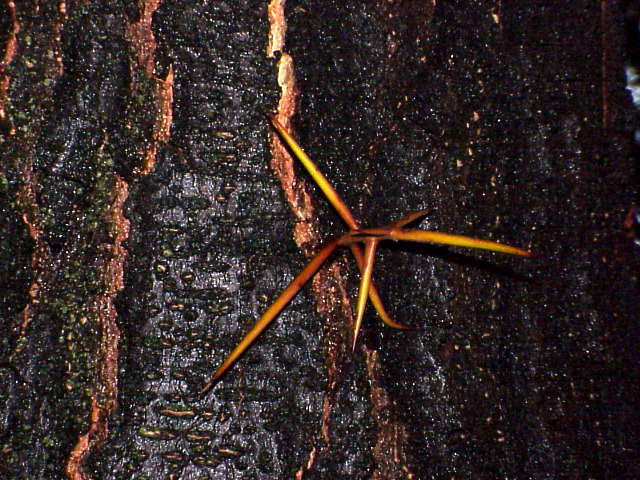
Stamm mit Dorn

Die laubabwerfende Japanische Gleditschie ist ein bis zu 25 Meter hoher Baum mit zahlreichen, 2 bis 15,5 Zentimeter langen, häufig verzweigten und etwas abgeflachten, rotbraunen bis schwarzbraunen Dornen. Die jungen Triebe sind kahl, glänzend, rotbraun oder später graugrün, leicht gerippt mit verstreuten, weißlichen Korkporen. 
Die Laubblätter sind 11 bis 25 Zentimeter lang, einfach oder doppelt gefiedert und dann mit zwei bis sechs Fiedern erster Ordnung. Die Blattspindeln sind am Saum der Rinne behaart. Der Stiele der Blättchen sind sehr kurz. Die sechs bis 20 paarweise angeordneten Blättchen sind papierartig oder dick papierartig, 2 bis 7 selten bis 9 Zentimeter lang und 1 bis 3 selten 4 Zentimeter breit, eiförmig-länglich, eiförmig-lanzettlich bis länglich, ganzrandig oder wellig gekerbt, mit breit keilförmiger bis abgerundeter, leicht schiefer Basis und gerundeter oder manchmal ausgerandeter Spitze. Doppelt gefiederte Blätter haben Fiedern zweiter Ordnung mit zwei bis zwölf deutlich kleineren Blättchen als einfach gefiederte. Die Blättchenoberseite ist manchmal glänzend, schwach flaumhaarig bis kahl und etwas rau. Die Unterseite ist entlang des Mittelnervs und an der Blattbasis schwach flaumhaarig und später verkahlend.
Die Japanische Gleditschie ist einhäusig monözisch. Die Blütenstände sind schwach flaumhaarige Ähren in den Blattachseln oder an den Enden der Zweige. Männliche Blütenstände sind 8 bis 20 Zentimeter lang, weibliche 5 bis 16 Zentimeter. Die männlichen Blüten haben Durchmesser von 5 bis 6 Millimeter, einen 1,5 Millimeter breiten, tief braunen und außen dicht braun behaarten Blütenboden. Die drei oder vier Kelchblätter sind dreieckig-lanzettlich, etwa 2 Millimeter lang und auf beiden Seiten behaart. Die vier Kronblätter sind elliptisch, etwa 2 Millimeter lang und behaart. Es werden sechs bis acht selten auch neun Staubblätter gebildet. Weibliche Blüten haben Durchmesser von 5 bis 8 selten auch 9 Millimeter mit einem etwa 2 Millimeter breiten Blütenboden. Es werden vier bis fünf Kelchblätter und ebenso viele Kronblätter gebildet. Sie haben eine ähnliche Form wie die männlicher Blüten, sind etwa 3 Millimeter lang und beidseitig dicht behaart. Es werden vier bis acht Staminodien gebildet. Der Fruchtknoten ist kahl und hat zahlreiche Samenanlagen. Der Griffel ist kurz und gebogen, die Narbe ist zweilappig und verbreitert. Die Art blüht von Juni bis Juli. 
Als Früchte werden 20 bis 54 Zentimeter lange und 2 bis 7 Zentimeter breite, braune oder schwarzbraune, abgeflachte, bandförmige, blasige und gedrehte Hülsen mit einem 5 bis 15 Millimeter langen Schnabel an der Spitze gebildet. Der Stängel ist 1,5 bis 3,5 selten bis 5 Zentimeter lang, die Klappen sind ledrig, oft blasig, kahl oder samtig behaart und glänzend. Die zahlreichen Samen sind tief braun, elliptisch, glatt, 9 bis 10 Millimeter lang und 5 bis 7 Millimeter breit.
Die Chromosomenzahl beträgt 2n = 28.

## Vorkommen und Standortansprüche
Das natürliche Verbreitungsgebiet liegt in Japan auf den Inseln Honshū, Kyushu und Shikoku, auf der Koreanischen Halbinsel und in China in den Provinzen Anhui, Guizhou, Hebei, Henan, Hunan, Jiangsu, Jiangxi, Liaoning, Shandong, Yunnan und Zhejiang. Die Japanische Gleditschie wächst auf sonnigen Hängen, in Tälern, an Flussläufen und in Wäldern in Höhen von 100 bis 2500 Metern auf trockenen bis frischen, schwach sauren bis stark alkalischen, sandigen, sandig-kiesigen oder sandig-lehmigen, nährstoffreichen Böden an sonnigen bis lichtschattigen Standorten. Die Art ist nässeempfindlich, wärmeliebend und meist frosthart.

## Systematik
Die Japanische Gleditschie (Gleditsia japonica) ist eine Art aus der Gattung der Gleditschien (Gleditsia). Sie wird in der Familie der Hülsenfrüchtler (Fabaceae) der Unterfamilie der Johannisbrotgewächse (Caesalpinioideae) und der Tribus Caesalpinieae zugeordnet. Die Art wurde 1867 von Friedrich Anton Wilhelm Miquel in Annales Musei Botanici Lugduno-Batavi Band 3 Seite 54 erstmals gültig wissenschaftlich beschrieben. Der Gattungsname Gleditsia wurde von Carl von Linné gewählt und erinnert an den deutschen Botaniker Johann Gottlieb Gleditsch (latinisiert Gleditsius) (1714 bis 1786), Professor und Direktor des Botanischen Gartens Berlin. Das Artepitheton japonica verweist auf das Verbreitungsgebiet in Japan.
Es werden drei Varietäten unterschieden:
- Gleditsia japonica var. delavayi (Franchet) L.C.Li mit kahlen, 30 bis 54 Zentimeter langen und 4,5 bis 7 Zentimeter breiten Hülsenfrüchten. Weibliche Blüten haben Durchmesser von 7 bis 8 selten auch 9 Millimeter.
- Gleditsia japonica var. japonica mit kahlen, 20 bis 35 Zentimeter langen und 2 bis 4 Zentimeter breiten Hülsenfrüchten. Weibliche Blüten haben Durchmesser von 5 bis 6 Millimeter.
- Gleditsia japonica var. velutina L.C.Li mit gelblich grün und dicht samtig behaarten Hülsenfrüchten.

## Verwendung
Die Japanische Gleditschie wird sehr selten wegen ihrer auffallenden Früchte als Zierstrauch verwendet. Sie dient manchmal auch als Bienenweide.

## Nachweise